# デヴィッド・ターカ
デヴィッド・ターカ（David Tarka、1983年2月11日 - ）は、オーストラリアのサッカー選手。元オーストラリア代表。ポジションはDF。

## クラブ歴
2001年に地元のパース・グローリーFCで選手となった。2003年4月にはウェストハム・ユナイテッドFCからのトライアルの打診があったものの、これを断り、パース・グローリーのオーストラリアン・ナショナルサッカーリーグ制覇に貢献した。同年にイングランドのノッティンガム・フォレストFCに10万ユーロで移籍。しかし、出場機会は乏しく2005年にパース・グローリーに復帰した。

## 代表歴
ユース年代から代表に招集されており、1999年には学生代表にも選ばれた。2003年には2003 FIFAワールドユース選手権にU-20代表として出場した他、2004年にはアテネオリンピックに出場した。
A代表としては2004年にバヌアツ代表戦、ソロモン諸島代表戦に出場した。

## タイトル

### クラブ
パース・グローリー
- オーストラリアン・ナショナルサッカーリーグ: 2002-03

### 代表
オーストラリア
- OFCネイションズカップ: 2004

### 個人
- パース・グローリー最優秀選手賞: 2006-07
- パース・グローリー選手選出年間最優秀選手賞: 2006-07
- パース・グローリー最優秀若手選手賞: 2006-07